# Signac
Signac település Franciaországban, Haute-Garonne megyében. Lakosainak száma 41 fő (2022. január 1.). Signac Cierp-Gaud, Esbareich, Bachos, Burgalays és Binos községekkel határos.

## Népesség
A település népessége az elmúlt években az alábbi módon változott:
| Lakosok száma | 97   | 77   | 54   | 46   | 45   | 46   | 49   | 51   | 44   | 41   |
|               | 1968 | 1990 | 2006 | 2011 | 2015 | 2016 | 2018 | 2019 | 2021 | 2022 |